# Yes. I do
『yes. I do』（イエス・アイ・ドゥ）は、ロックバンド・エレファントカシマシの楽曲で51枚目のシングル。
2023年3月8日にUNIVERSAL SIGMA/A&Mからリリース。

## 概要
配信限定シングル「Easy Go」から4年9ヶ月、「RESTART / 今を歌え」から5年4ヶ月ぶりのCDシングルは、2023年2月17日公開の映画「シャイロックの子供たち」の主題歌。

## 音楽性
ROCKIN'ON JAPAN2023年4月誌上で本作シングル収録楽曲であり、映画主題歌である「yes. I. do」は細海魚をゲストに迎えたミドルテンポのロックバラード、カップリング曲「It’s only lonely crazy days」は奥野真哉をキーボードに迎えたロックンロールであると記述されている。

## リリース形態
本楽曲はCDのみの通常盤、2022年1月12日、日本武道館で行われた「新春ライブ 2022」をフル収録したBlu-ray+当日のライブフォトブックをトールサイズ三方背ケースに収納した「初回限定新春盤」、2022年9月25日、日比谷野外大音楽堂で行われた「日比谷野外大音楽堂2022」をフル収録したBlu-ray+当日のライブフォトブックをトールサイズ三方背ケースに収納した「初回限定野音盤」の3形態での発売となる。

## 収録曲

### CD全形態共通
全作詞・作曲：宮本浩次
1. yes. I.do
2. It's only lonely crazy days
3. yes. I. do (Instrumental)
4. It’s only lonely crazy days (Instrumental)

### 【初回限定新春盤Blu-ray】
1. うつら うつら
2. 奴隷天国
3. デーデ
4. 星の砂
5. いつものとおり
6. 浮雲男
7. 昔の侍
8. この世は最高!
9. 珍奇男
10. 月の夜
11. 風
12. シグナル
13. 生命賛歌
14. 悲しみの果て
15. 旅立ちの朝
16. RAINBOW
17. ズレてる方がいい
18. 風に吹かれて
19. ハナウタ〜遠い昔からの物語〜
20. 笑顔の未来へ
21. 桜の花、舞い上がる道を
22. ガストロンジャー
23. 俺たちの明日
24. 友達がいるのさ
25. so many people
26. 四月の風
27. ファイティングマン
28. 待つ男

### 【初回限定野音盤Blu-ray】
1. 過ぎゆく日々
2. 地元のダンナ
3. デーデ
4. 星の砂
5. ふわふわ
6. 偶成
7. 月の夜
8. 珍奇男
9. 昔の侍
10. I don't know たゆまずに
11. 未来の生命体
12. なぜだか、俺は禱ってゐた。
13. この世は最高!
14. 悲しみの果て
15. RAINBOW
16. 東京の空
17. 武蔵野
18. 風に吹かれて
19. 赤い薔薇
20. ズレてる方がいい
21. 俺たちの明日
22. so many people
23. 星の降るような夜に
24. 友達がいるのさ
25. ファイティングマン